# 潮平
潮平（しおひら）は沖縄県糸満市の地名。郵便番号901-0302。

## 地理
糸満市内に位置し、西崎（西崎町3丁目・西崎6丁目）・兼城・阿波根・座波、豊見城市翁長と隣接する。沖合に伊保島と呼ばれる島が存在したが、1980年以降の公有水面埋立事業により、埋め立てられ消滅した。

## 歴史
1961年に当時の糸満町が現在の市域に拡大・合併するまで兼城村に属していた。1970年代までは現在の西崎との境界線が海岸線だったが、1980年代前半に西崎地域の埋め立てで当地域に面する海はなくなった。そして当時の国道331号（現在の沖縄県道256号豊見城糸満線）の交通量が増えるにつれ沿道にはこれまでなかったファーストフード店や眼鏡店などの店舗が並ぶようになった。また西崎地域の人口増で小中学校の通学区は2度も変更されており（小学校は1980年代に2度変更）、1989年には潮平小学校（西崎小学校から分離、かつては兼城小学校区だった）、2001年に潮平中学校（西崎中学校から分離、かつては兼城中学校だった）がそれぞれ開校した。
1993年には沖縄県道82号那覇糸満線のバイパスが開通し八重瀬町や南風原町そして沖縄自動車道や那覇空港自動車道からのアクセスが便利なったほか、2007年に全線開通した国道331号（沖縄西海岸道路）豊見城道路（2016年に全線4車線化）と並行して同道路開通前の旧道にあたる沖縄県道256号豊見城糸満線（2017年に糸満道路全線4車線化に合わせて降格）の4車線への拡幅も行われている。なお、潮平中学校は当地区内ではなく阿波根にあり、逆に県道82号と256号（旧国道331号）が接する「阿波根交差点」は阿波根ではなく当地内にある。

## 交通

### 道路
- 沖縄県道82号那覇糸満線（バイパス・旧道）
- 沖縄県道256号豊見城糸満線（豊見城道路・糸満道路開通前の旧国道331号）

### バス
以下のバス路線が当地区内を通り、潮平と潮平北、阿波根の3ヶ所のバス停があるほか、当地区に近い最寄のバス停として西崎入口（兼城、かつては第一製糖前だった）と翁長（豊見城市翁長、市境付近にある）がある。
- 81番・西崎向陽高校線（琉球バス交通）
  - 阿波根と潮平、西崎入口に停車するがいずれも糸満ロータリー方面南行のみ停車（西崎の東半分を右回り循環するため）
- 89番・糸満（高良）線（琉球バス交通・沖縄バス）
  - 西崎経由しない県道256号（旧国道）のみを通るルートは翁長、阿波根、潮平、西崎入口にそれぞれ停車。
  - 西崎経由は翁長、阿波根、西崎入口に停車するが、阿波根は糸満バスターミナル行き（上り）のみ西崎方面の市道側、西崎入口は県道250号側にそれぞれ停車する。
- 107番＆108番・南部循環線（琉球バス交通）
  - 107番は西崎入口→潮平→潮平北の順で停車（西崎入口と潮平は那覇方面北行、潮平北は西崎方面西行にそれぞれ停車）
  - 108番は潮平北→潮平→西崎入口の順で停車（潮平北は旧国道方面東行、潮平と西崎入口は名城・糸満ロータリー方面南行にそれぞれ停車）

## 施設
- 潮平郵便局
- 糸満市立潮平小学校
- マクドナルド糸満店[2]
- 吉野家331号糸満店（ガソリンスタンドに併設）[3]
- しまむら糸満店
- すき家331号糸満店（日本最南端の店舗）

なお、潮平中学校は隣の阿波根にある。